# Hörnsjö
Hörnsjö är en till ytan vidsträckt ort i Nordmalings kommun. 

## Historia
Byn nämndes i skrift redan på 1500-talet. Järnvägen och en järnvägsstation kom 1891 och bidrog till byns tillväxt fram till 1950-talet, då stationen stängdes. Idag finns flera aktiva jordbruk i Hörnsjö.

### 1400-1700 talet
Hörnsjö hörde ända till år 1572 till Umeå socken, under de sista hundra åren endast i juridiskt och administrativt hänseende. I kyrkligt hänseende lades troligen byarna under Nordmaling vid 1480 års gränsreglering mellan Nordmaling och Grundsunda, samtidigt som Nordmaling blev egen socken.  
Enligt uppgift är en av de äldsta bosättningsplatserna Räftan vid nordvästra hörnet av Hörnsjön. På en karta från år 1646 bestod byn av 7 hemman belägna runt Hörnsjön. 
I jordaböckerna från 1539 och 1543 namnges sju bönder i Hörnasiön och byn var då efter Gräsmyr den största byn i Nordmaling. 
Vid Stenklyfts kartläggning av Nordmalings socken nämns Hörnsjö tillsammans med socknens "fjällbyar". Han skriver bl a: "De i fjällen och skogsbygden bo och bygga, äro mäkta vackert på släta planer utmed älvar, sjöar och strömmar bebyggde och hava tämmelig gottsvedjeland ...... i dessa fjällbyar, nämligen Bratts-backa, Sunnansjö, Orrböle, Gräsmyr, Nyåker och Hörnsjö, vilka likväl hava goda lägenheter med svedjefall, fiskevatten och mulbete samt ängar och hedar av ymning gräsväxt, varmed de mäkta föda mycken boskap. 

### Hörnsjös storhetstid (1891-1966)
I samband med byggandet av Stambanan genom övre Norrland, byggdes år 1891 en  järnvägsstation i Hörnsjö av Hällnäs-modellen. Stationshuset tog emot gods och post och skickade vidare till närliggande orter. Det byggdes också i samband med järnvägen två banvaktsstugor samt en banmästargård. Idag finns en banvaktsstuga kvar.
I Hörnsjö fanns bland annat sågverk, skomakare, bageri, snickeri, kiosk, gästgiveri, smedja, garveri och skräddare. Det har också funnits flera affärer, Konsum och ICA. Ingen av dessa finns kvar. 
Hörnsjö Missionsförsamling startade sin verksamhet 1884 och byggde ett kapell (Missionskyrkan) samma år. 
Kyrkogården i Hörnsjö anlades 1934, det dröjde dock till 1991 innan skogskapellet byggdes.
Järnvägsstationen revs 1966 av anbud på två lokförare från Vännäs vilket markerar slutet för Hörnsjös storhetstid. 

## Nutid

### Infrastruktur
Bebyggelsen i byn är fördelad i grupperingar längs byavägarna som slingrar sig fram vid Hörnsjön och Ut-Hörnsjön. Byggnadsbeståndet utgörs till stor del av jordbruksfastigheter från 1800-talet med boningshus och tillhörande ekonomibyggnader.
I byn finns tre broar. Två av broarna är avsedda för personbilstrafik, medan den tredje är avsedd för traktorer och lantbruksmaskiner.
Nyodlingar under 2000-talet har skett i Hörnsjö, främst i Åbrånet.

### Verksamheter
År 2007 öppnade Åbrånets limousin som är en lokal gårdsbutik samt restaurang. 
1 januari 2013 gjordes en tidigare EFS-lokal om till ett byahus, en gemensam byggnad där föreningar och privatpersoner får hyra sal och våning. Sedan dess har lokalen ägts av Intresseföreningen i Hörnsjö. En omfattande renovering och utbyggnad skedde på Byahuset sommaren 2016. 
Sommaren 2019 öppnade Presteles Trädgårdskafé driven av Mona Prestele.  
Företaget Hörnsjö Däck & Motorservice bildades år 2023 och driver sin verksamhet i en verkstad. 
Hörnsjö har året 2025 tre samlingslokaler, Hörnsjö Byahus, Skogskapellet och Missionskyrkan. Tidigare fanns också Folkets Hus men den är ersatt med Hörnsjö Byahus. Lokalen som Folkets hus bedrev är numera ett älgslakteri.                                                                                                           
Byn har (2025) 6 bönder. 

### Idrott
Hörnsjö IF är en idrottsförening som bildades år 1945. Föreningen har genom åren haft verksamhet inom flera idrotter, med huvudsaklig inriktning på fotboll, men även längdskidåkning, löpning och ishockey har förekommit.
Konstgräsplanen i Hörnsjö invigdes år 2016. Anläggningen ägs av Hörnsjö IF och är utrustad med omklädningsrum, toaletter, kiosk och ett utomhusgym.

## Geografi

### Kartografi
Hörnsjö befinner sig 33 km från centralorten Nordmaling, 44 km från Umeå och 29 km från Vännäs.
I Hörnsjö finns det som i många orter områden, så här är största områdena i Hörnsjö :
- Räftan, Nordansjösidan, Sandnäset, Åbrånet, Strömnäs, Torsåker, Nyhem, Söråker, Bräntet, Holmbackarna, Bäckaskog och Hörnsjö Centrum.

Det finns ingen officiell statistik för befolkning i Hörnsjö eftersom byn är inte en sammanhängande bebyggelse. Postnummeret 914 97 vilket omfattar Hörnsjö har 194 invånare. Vissa boende kan avvika från statistiken då dom kan vara folkbokförda på annan adress.

### Topografi
Byn ligger ungefär 100-150m över havet. Högsta berget är 306 meter högt vid namn Vitberget. 

### Sjöar och vattendrag
I Hörnsjö befinner sig Hörnsjön, Ut-Hörnsjön, Torrsjön, Långtjärnen, Amentjärnen, Fjälabotjärnen, Rötjärnen och Gorrtjärn. Tidigare fanns också Lillsjön,  men Lillsjön försvann i samband med sänkning av Hörnsjön tidigt 1900-tal, Hörnsjön kallas också Storsjön. Lillsjön blir ibland vattenfylld under vårflod och under långa perioder av regn.  
Genom byn flyter också Hörnån som lokalt kallas Hörneån.

## Kända Personer från Hörnsjö
- Börje Hörnlund
- Agneta Olsson

## Kommunikationer
Landsväg AC 538, Landsväg AC 539 och Stambanan genom övre Norrland passerar genom Hörnsjö.